# Marietta Martin
Ne doit pas être confondu avec Martin Marietta.
Pour les articles homonymes, voir Martin.
Œuvres principales
- Histoires du paradis
- Adieu temps
- Transfiguration

Marietta Martin est une écrivaine et une résistante française née en 1902 et morte en 1944.

## Origines et études
Marietta Martin (parfois désignée comme Marietta Arthur-Martin ou Marietta Martin-Le Dieu) naît le 4 octobre 1902 à Arras (Pas-de-Calais). Elle est la fille d’Arthur Martin, rédacteur en chef du Courrier du Pas-de-Calais, quotidien d’Arras, et d’Henriette Martin-Le Dieu. Orpheline de père à l'âge de quatre ans, Marietta vit avec sa mère, professeur de piano à Arras et sa sœur, Lucie. Lors de l'offensive allemande dans le nord de la France en août 1914, elles se réfugient à Paris et s'installent dans le 16e arrondissement. Sa mère enseigne alors au lycée Molière.
Après ses études secondaires au lycée Molière, elle s'inscrit comme étudiante à la Faculté de médecine puis change de voie et prépare une licence de lettres puis un doctorat. Elle apprend plusieurs langues qu’elle parle couramment, l’anglais, l’allemand, l’espagnol, l’italien, le polonais et le danois. Musicienne, elle joue du piano et du violon. Marietta Martin voyage dans plusieurs pays et fait notamment de longs séjours en Pologne, où vivent sa sœur et son beau-frère, Adam Rosé, diplomate et ministre. Ses voyages lui inspirent la rédaction d’un essai sur Marie-Thérèse Rodet Geoffrin.
En 1925, elle présente sa thèse de doctorat en littérature comparée sur la vie et l'œuvre d'un médecin allemand qui a eu Stendhal pour patient : « Un aventurier intellectuel : le docteur Koreff ». Elle a eu pour directeur de thèse Fernand Baldensperger. Elle poursuit ses travaux par « une thésette sur le Saint-Simonisme » qui fait l’objet de deux articles dans le Journal des débats en 1926

## Poètesse
Malade des poumons, Marietta Martin passe plusieurs années en Suisse, dans un sanatorium de Leysin (canton de Vaud) entre 1927 et 1931. Elle publie en 1933 son premier ouvrage littéraire, Histoires du Paradis.
Dans une lettre qu’elle écrit de Suisse, elle résume sa pensée : « S’il faut lancer un message par le monde, il ne peut pas partir porteur de douleur pour augmenter cette douleur, il serait un faux message. Si c’est un message pour la terre, ce doit être un message de corps et d’esprit ; vivre comme il faut, selon toutes les règles, l’enseignement définitif est : soyez joyeux. Il ne faut pas rester dans le bizarre chemin qui y conduit. »
En 1936, Maurice Tailliandier (1873-1951), député sortant de la 2e circonscription du Pas-de-Calais (Arras), membre du groupe républicain et social, fait appel à Marietta Martin pour rédiger ses documents de propagande. Elle accepte ce travail, au nom du soutien apporté autrefois par son propre père à Henri Tailliandier, élu de la même circonscription de 1885 à 1910, et père de Maurice. Ce dernier sera battu par un partisan du Front populaire.
En 1938, Marietta Martin rassemble en un recueil des poèmes qu’elle signe du pseudonyme de François Captif. Le livre, intitulé, Adieu temps, paraîtra en 1947.
L’œuvre de Marietta Martin « exprime une ascension mystique très singulière ». En 1939, elle rassemble la plupart de son œuvre, sauf les écrits universitaires, sous le titre d’Enfance délivrée.
Elle est marquée par sa culture chrétienne et son affirmation de l’amour comme sens de la mort. Dans ses Histoires du Paradis, écrites du point de vue de Dieu, après avoir indiqué « J'ai du respect pour le Dieu qu'ils cachent en eux », elle assure : « J'ai tellement de soleil dans mon cœur que tout ce que je regarde en est illuminé. » 
Son expérience mystique est également marquée par une prescience de la mort et de l’engagement patriotique. Dans un cahier de 1936, elle écrit : « Nuit ! Nuit ! Non, pour toi, Nuit, il faut partir. Le soldat sait qu’il part demain. Il sait où il part ; il sait qu’il veut partir pour le lieu dont il ne sait pas le nom. Les convois de troupes vers le lieu de l’action montent en ligne pour une destination inconnue. Il n’en sait qu’une et il l’aime, il l’aime tellement, enfin ! »

## Résistante
Marietta Martin entre peu après le début de la guerre dans le Réseau Hector, un important groupe de combat et de renseignement de la zone nord. Le réseau est animé par le colonel Alfred Heurteaux, officier du 2e Bureau de l'Armée d'armistice.
Elle rejoint La France continue, mouvement de résistance qui est créé, notamment par Henri et Annie de Montfort, Paul Petit, Émile Coornaert, Suzanne Feingold ainsi que Raymond Burgard. Sa chambre, rue de l'Assomption à Paris (16e arrondissement), devient la salle de rédaction du journal clandestin éponyme. Elle est la collaboratrice directe de Paul Petit.
La France continue connaîtra 12 numéros entre 1941 et 1942. Marietta Martin écrit pour le journal et assure également, à bicyclette, la diffusion de numéros dans Paris. Elle en expédie également plusieurs milliers d’exemplaires par la poste.
La France continue est diffusé par le groupe de Robert Guédon qui est démantelé par la Geheime Feldpolizei à compter de février 1942. Paul Petit, Raymond Burgard et Marietta Martin sont pris dans le même filet. Une perquisition a lieu dans la chambre de Marietta, au cours de la nuit du 7 au 8 février 1942. Un ouvrage est saisi, intitulé Avec de Gaulle, avec l’Angleterre. Il s’agirait selon le jugement rendu en 1943 d’un « écrit politique assez long, rédigé par elle et plusieurs fois remanié » ; il aurait été « mis en lieu sûr » par les autorités allemandes et n’a pas été retrouvé.
Marietta Martin est inculpée de « rédaction et diffusion de publications clandestines » et accusée d'être une militante du mouvement Libération Nationale de Frenay et Guédon. Incarcérée à la prison de la Santé, elle est ensuite déportée le 16 mars 1942 en Allemagne dans huit établissements pénitentiaires successifs. Elle est condamnée à mort, le 16 octobre 1943, par le « tribunal populaire » (Volksgerichtshof) de Sarrebruck pour « complicité avec l'ennemi » en même temps que Paul Petit et Raymond Burgard.
Emprisonnée en attente de son exécution à la prison de Cologne, elle est soignée par Gilberte Bonneau du Martray, dans la cellule voisine de celles d’Elizabeth Dussauze, Jane Sivadon, Hélène Vautrin et Odile Kienlen. Elle est transférée à la suite de bombardements, sur une civière en raison de sa faiblesse, à Francfort-sur-le-Main. Elle y décède le 11 novembre 1944. En 1949, son corps est rapatrié à Paris. Elle est inhumée avec les honneurs militaires au cimetière de Clichy.

## Décorations
Elle reçoit à titre posthume les décorations suivantes :
- Chevalier de la Légion d'honneur ;
- Croix de guerre 1939–1945 avec palmes le 18 avril 1946. Elle a fait l’objet d’une citation à l'ordre du corps d'armée en date du 26 août 1947[9] ;
- Médaille de la Résistance française (décret du 4 octobre 1954)[14].

## Hommage

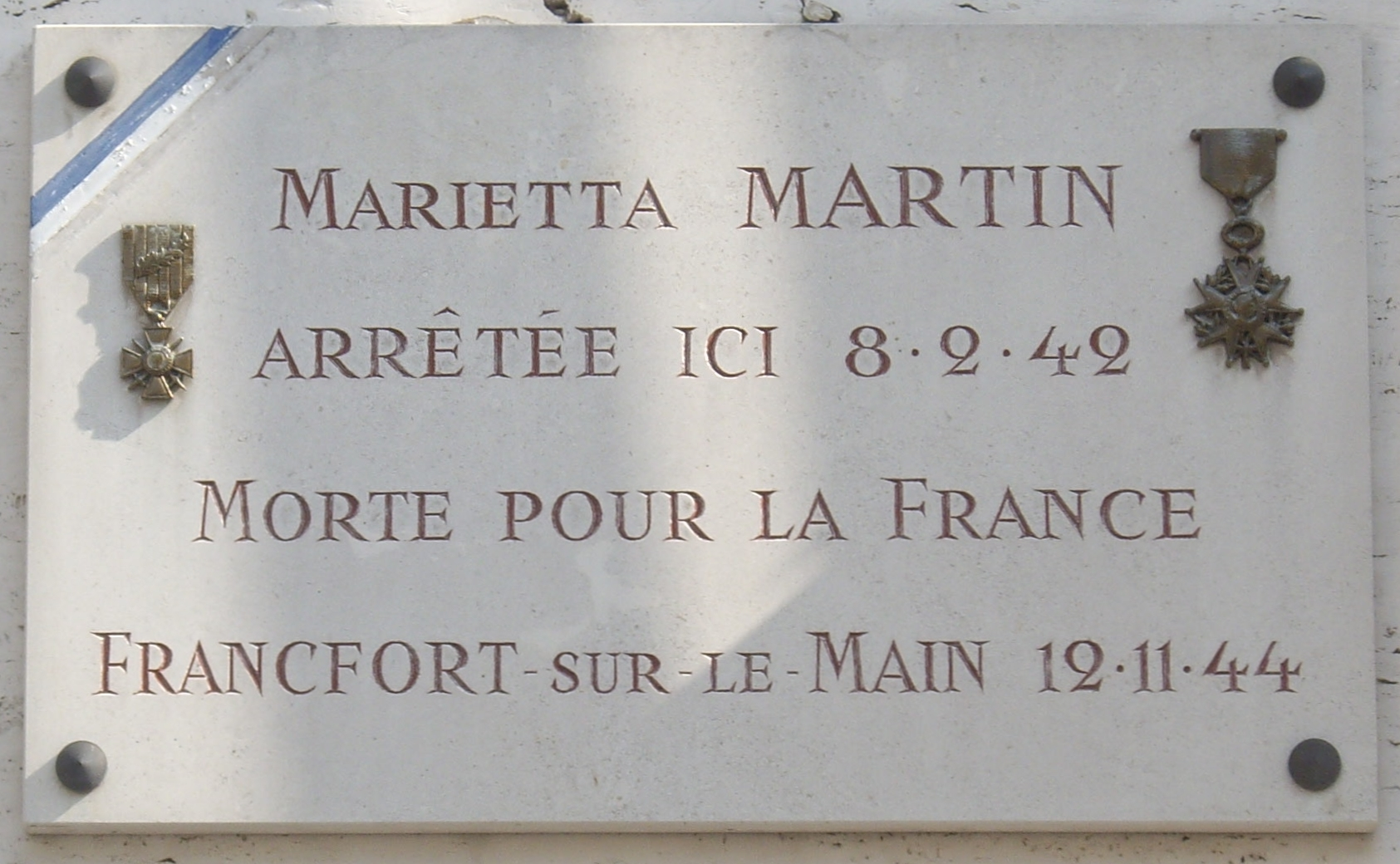
Plaque 34 rue de l'Assomption (Paris).

Marietta Martin est faite sous-lieutenant, au titre des Forces françaises combattantes.
Marietta Martin fait partie des 157 écrivains morts pour la France dont le nom figure au Panthéon de Paris sous une plaque portant la mention : « Ici sont enfermés les hommages rendus le 2 juillet 1949 aux écrivains morts pour la France pendant la guerre 1939-1945 ».
Une plaque à son nom est apposée 34, rue de l'Assomption à Paris (16e arrondissement). Une rue du même arrondissement porte le nom de « Marietta Martin ». 
Une école est baptisée « Marietta Martin » à Arras et une plaque a été déposée sur sa maison natale en 1956. Le 7 octobre 2024, le conseil municipal d'Arras décide de rebaptiser la rue Abbé-Pierre en rue Marietta-Martin, à la suite des révélations d'abus sexuels concernant le prêtre.
Une allée a été baptisée en 1961 du nom de Marietta Martin dans la forêt des écrivains combattants. La forêt a été plantée en 1931, à l’initiative de l’Association des écrivains combattants au sein du massif montagneux du Caroux-Espinouse, situé sur le territoire des communes de Combes et Rosis (Hérault). Elle est incluse dans le périmètre du Parc naturel régional du Haut-Languedoc. Sur les 65 écrivains qui ont donné leur nom à des allées de cette forêt, on ne compte que deux femmes, la seconde étant Irène Némirovsky.

### Œuvres regroupées dansEnfance délivrée
Liste établie par Marietta Martin en 1939 :

1. Cahiers I à IV, La Colombe, Paris, 1956

2. Feuillets (inédit)

3. Métamorphose (inédit)

4. Histoires du paradis, La Colombe, Paris, 1933

5. La Perle précieuse (inédit)

6. Transfiguration, La Colombe, Paris, 1954

7. Cahiers V à VII : L’orée, La Colombe, Paris, 1956

8. Adieu temps, Cahiers du Rhône, Neuchâtel, 1947 [signée du nom de François Captif].

### Autres œuvres
- Un aventurier intellectuel de la restauration et la monarchie de Juillet, le docteur Koreff (1783-1851), E. Champion, Paris, 1925 (réédition Slatkine, Paris, 1977) ;
- Une Française à Varsovie en 1766. Madame Geoffrin chez le roi de Pologne Stanislas Auguste, Bibliothèque polonaise de l’Institut d’études slaves, Paris, 1934.

### Lettres et anthologies
- Marietta Martin, Henriette Martin-Le Dieu, Fernand Baldensperger : Lettres de Leysin, La Baconnière, Neuchâtel, 1948 ;
- Jean-Paul Bonnes, Marietta Martin ou La tige et la fleur, La Colombe, Paris, 1954 ;
- Luc Estang, Choix de textes de Marietta Martin, La Colombe, Paris, 1961.

### Sources sur Marietta Martin
- Henriette Martin-Le Dieu, Marietta Martin morte au champ d'honneur, A. Taffin-Lefort, Paris-Lille, 1945 ;
- Fernand Baldensperger, « Marietta Martin, inoubliable héroïne », article in The French Review, American Association of Teachers of French, Carbondale, Vol. 22, No. 4, février 1949 ;
- Albert Béguin, « Marietta Martin », article dans la revue Esprit, Paris, juillet 1954 ;
- Jean-Paul Bonnesn, Marietta Martin ou La tige et la fleur, La Colombe, Paris, 1954 ;
- Lucie Adam-Rosé, La vie de Marietta Martin, La Colombe, Paris, 1955 ;
- Lucie Adam-Rosé, Inauguration de la plaque apposée sur la maison natale de Marietta Martin à Arras, le 8 mai 1956, F. Daubresse, 1956 ;
- André Blanchet, « Marietta la radieuse », article dans la revue Études, Paris, juillet 1956, Paris ;
- Émile Moussat, « Lieutenant Marietta Martin », in Anthologie des écrivains morts à la guerre (1939-1945), Association des écrivains combattants, Albin Michel, Paris, 1960.

### Sources sur le mouvement La France continue
- Paul Petit, Résistance spirituelle, 1940-1942, Gallimard, Paris, 1947 ;
- La Bibliothèque nationale de France a mis en ligne sur le site Gallica la collection des numéros 1 à 11 du journal La France continue.

### Sources sur la Résistance
- Anne-Marie Boumier, Notre Guerre 1939-1945, manuscrit, musée de Besançon ;
- Henri Frenay, La nuit finira, Laffont, Paris, 1975 ;
- FNDIRP-UNADIF, Leçons de ténèbres, Perrin, Paris, 2004 ;
- FNDIRP-UNADIF, Bernard Filaire : Jusqu'au bout de la résistance, Stock, Paris, 1997 ;
- Henri Noguères, Histoire de la Résistance en France, Robert Laffont, Paris, 1972.

### Iconographie
- Les livres d’Henriette Martin-Le Dieu[5] et de Lucie Adam-Rosé[9] sont illustrés avec des portraits de Marietta Martin.